# دون اندروز
دون اندروز هو سياسي كندي، ولد في 20 أبريل 1942 في فويفودينا في صربيا.